# Catedral de la Natividad de la Madre de Dios (Sarajevo)
La Catedral de la Natividad de la Madre de Dios (en serbio: Саборна Црква Рођења Пресвете Богородице) es la más grande iglesia ortodoxa serbia en Sarajevo y una de las más grandes de los Balcanes.
La catedral está dedicada a la Natividad de la Virgen. Fue construida a petición de la parroquia ortodoxa de Sarajevo entre 1863 y 1868. La iglesia está construida como una basílica de tres secciones inscritas en un plan en forma de cruz, y cuenta con cinco cúpulas. Las cúpulas se construyeron sobre las vigas; la central es mucho más grande que las otras cuatro cúpulas secundarias. La iglesia se arquea por elementos circulares. El pequeño campanario dorado de estilo barroco, está en frente de la entrada. Las paredes interiores están decoradas con ornamentos pintados. En las zonas más bajas de las paredes de los adornos pintados hay una estructura de piedra que simula una construcción de mármol. Los arcos y bóvedas están decorados con adornos únicos.